# Collagraphie

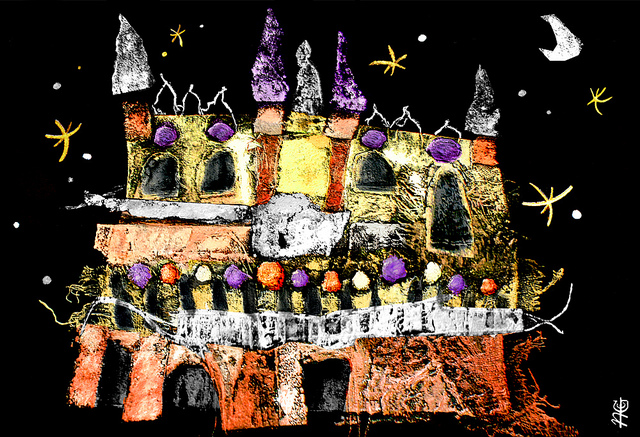
Exemple de collagraphie

La collagraphie est une technique de gravure, basée sur le collage, pouvant utiliser plusieurs matériaux. Cette technique est apparue dans les années 1930 et 1940.
Il ne faut pas confondre avec la collographie, une technique de collage en photographie, utilisée à partir de la fin du XIXe siècle.
Certaines techniques utilisent la taille d'épargne, pour réaliser des estampes.